# Волфганг Кьопен (награда)
Литературната награда „Волфганг Кьопен“ (на немски: Wolfgang-Koeppen-Preis) е учредена през 1998 г. от град Грайфсвалд в памет на родения в Грайфсвалд писател Волфганг Кьопен.
Отличието се присъжда на всеки две години и е в размер на 5000 €.

## Носители на наградата (подбор)
- Рихард Андерс (1998)
- Томас Лер (2000)
- Лудвиг Фелз (2004)
- Сибиле Берг (2008)
- Томас Хетхе (2016)
- Кристоф Петерс (2018)
- Кристиан Крахт (2022)